# 阿拉貢民族主義

左翼阿拉貢民族主義的旗幟

阿拉貢民族主義是一種政治運動，旨在為阿拉貢自治區獲得更多自治權，甚至建立獨立的阿拉貢國家。阿拉貢民族主義的基礎是阿拉貢獨立的歷史，語言，法律和文化。支持阿拉貢民族主義的政黨有阿拉貢聯盟（左翼）、阿拉貢黨（右翼）等黨派。